# Subfastigiella
Subfastigiella es un género de foraminífero bentónico considerado un sinónimo posterior de Angulodiscorbis de la familia Glabratellidae, de la superfamilia Glabratelloidea, del suborden Rotaliina y del orden Rotaliida. Su especie tipo era Subfastigiella corrugatiformis. Su rango cronoestratigráfico abarcaba el Holoceno.

## Clasificación
Subfastigiella incluye a la siguiente especie:
- Subfastigiella corrugatiformis